# Mahatsinjo (Maevatanana)
Mahatsinjo è una città e comune del Madagascar situata nel distretto di Maevatanana, regione di Betsiboka. 
La popolazione del comune rilevata nel censimento 2001 era pari a 15 000 unità.